# 福住町 (名古屋市)
福住町（ふくずみちょう）は、愛知県名古屋市中川区にある町名。丁番を持たない単独町名である。住居表示実施済み。

## 地理
名古屋市中川区の北東部に位置し、南東に月島町、南西に豊成町、北に百船町と運河町に接する。

## 歴史

### 沿革
- 1933年（昭和8年）4月10日 - 中区米野町の一部により、同区福住町として成立[1]。
- 1937年（昭和12年）10月1日 - 中村区に編入され、同区福住町となる[1]。
- 1942年（昭和17年）1月15日 - 米野町の一部を編入する[1]。
- 1944年（昭和19年）2月11日 - 中川区に編入され、同区福住町となる[1]。
- 1973年（昭和48年）11月10日 - 明石通・運河通の各一部を編入する[1]。

## 世帯数と人口
2019年（平成31年）2月1日現在の世帯数と人口は以下の通りである。
| 町丁   | 世帯数  | 人口  |
| ------ | ------- | ----- |
| 福住町 | 182世帯 | 379人 |

### 人口の変遷
国勢調査による人口の推移
| 1995年（平成7年）  | 494人 | [ WEB 5 ] |  |
| 2000年（平成12年） | 464人 | [ WEB 6 ] |  |
| 2005年（平成17年） | 428人 | [ WEB 7 ] |  |
| 2010年（平成22年） | 437人 | [ WEB 8 ] |  |
| 2015年（平成27年） | 394人 | [ WEB 9 ] |  |

## 学区
市立小・中学校に通う場合、学校等は以下の通りとなる。また、公立高等学校に通う場合の学区は以下の通りとなる。
| 番・番地等 | 小学校               | 中学校               | 高等学校 |
| ---------- | -------------------- | -------------------- | -------- |
| 全域       | 名古屋市立愛知小学校 | 名古屋市立長良中学校 | 尾張学区 |

## 交通
- 名古屋市営バス 運河通停留所
  - 名駅20号系統：名古屋駅行き、中川車庫前・権野行き
  - 栄23号系統：栄行き、中川車庫前行き
- 大須通（名古屋市道愛知名駅南線）
- 明石通（名古屋市道荒子町線[2]）

## 施設
- 名古屋運河通郵便局
- 中川消防署 日置出張所
- 業務スーパー 福住店
- 和国寺
- ささしまスタジオ

演劇や展示など向けにスペースを貸し出す古倉庫を改造した施設で、2019年（令和元年）8月11日プレオープン。もともとは名古屋市千種区の「イメージ設計」が自社の店の倉庫兼作業場として使っていたものを改装した。

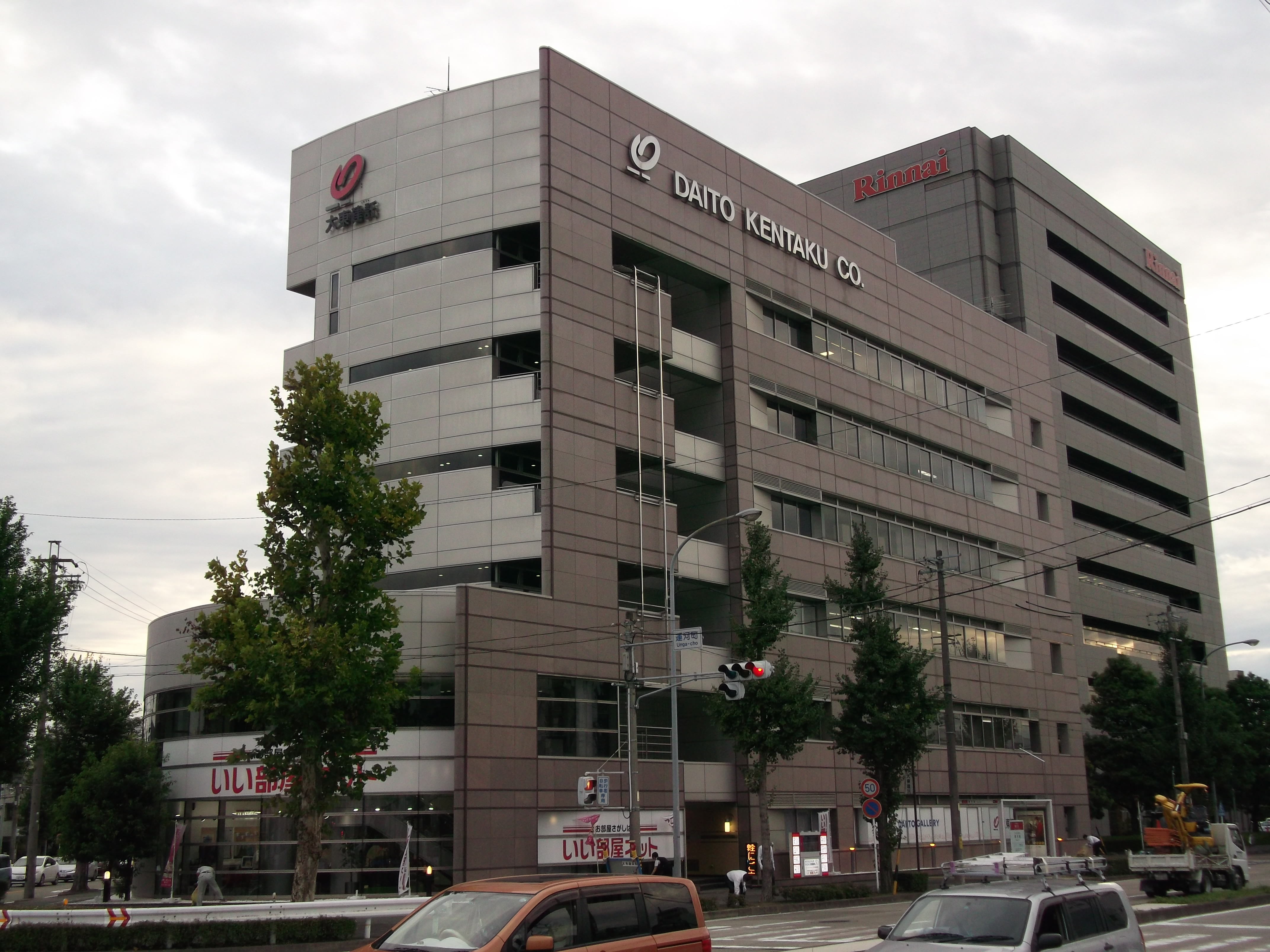
大東建託名古屋支店
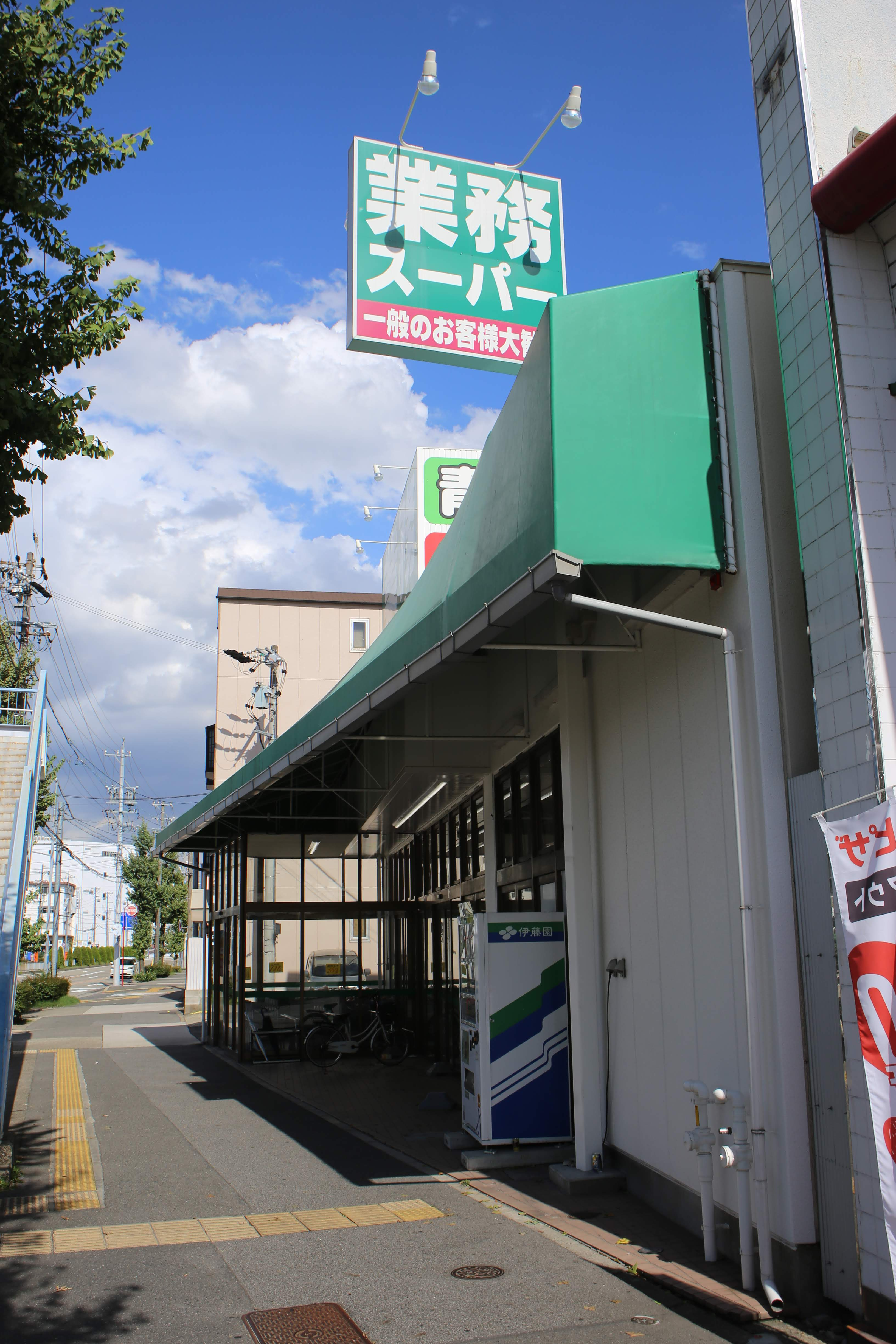
業務スーパー福住店
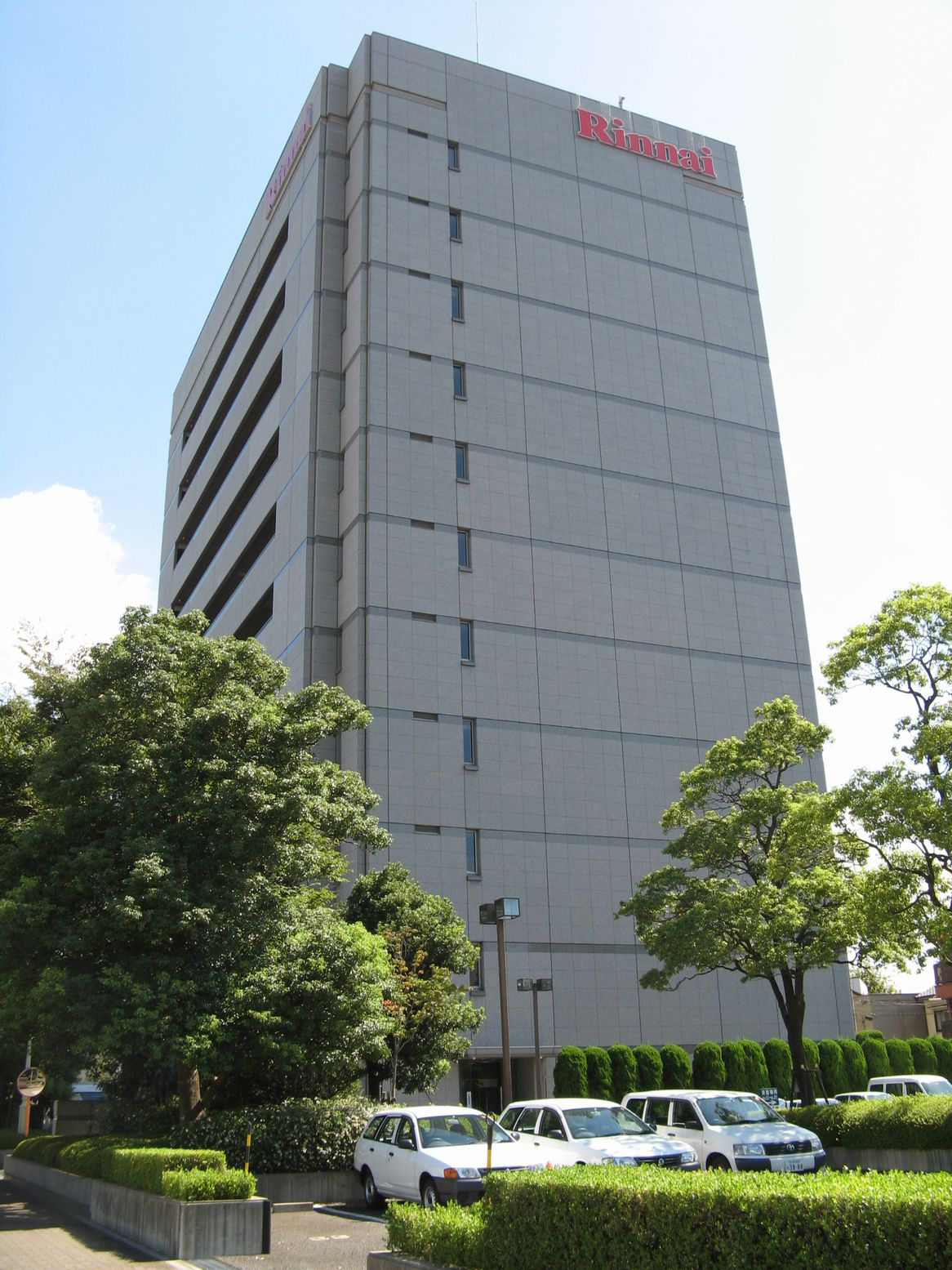
リンナイ本社

- 大東建託名古屋支店
- 業務スーパー福住店
- リンナイ本社

## その他

### 日本郵便
- 郵便番号 : 454-0802[WEB 2]（集配局：中川郵便局[WEB 13]）。

### WEB
1. 1 2  “町・丁目(大字)別、年齢(10歳階級)別公簿人口(全市・区別)”.   名古屋市 (2019年2月20日). 2019年2月20日閲覧。
2. 1 2  “郵便番号”.  日本郵便. 2019年2月10日閲覧。
3. ↑  “市外局番の一覧”.   総務省. 2019年1月6日閲覧。
4. ↑  “中川区の町名一覧”.   名古屋市 (2015年10月21日). 2019年2月13日閲覧。
5. ↑  総務省統計局 (2014年3月28日). “平成7年国勢調査の調査結果(e-Stat) - 男女別人口及び世帯数 －町丁・字等” (CSV). 2019年4月27日閲覧。
6. ↑  総務省統計局 (2014年5月30日). “平成12年国勢調査の調査結果(e-Stat) - 男女別人口及び世帯数 －町丁・字等” (CSV). 2019年4月27日閲覧。
7. ↑  総務省統計局 (2014年6月27日). “平成17年国勢調査の調査結果(e-Stat) - 男女別人口及び世帯数 －町丁・字等” (CSV). 2019年4月27日閲覧。
8. ↑  総務省統計局 (2012年1月20日). “平成22年国勢調査の調査結果(e-Stat) - 男女別人口及び世帯数 －町丁・字等” (CSV). 2019年4月27日閲覧。
9. ↑  総務省統計局 (2017年1月27日). “平成27年国勢調査の調査結果(e-Stat) - 男女別人口及び世帯数 －町丁・字等” (CSV). 2019年4月27日閲覧。
10. ↑  “市立小・中学校の通学区域一覧”.   名古屋市 (2018年11月10日). 2019年1月14日閲覧。
11. ↑  “平成29年度以降の愛知県公立高等学校（全日制課程）入学者選抜における通学区域並びに群及びグループ分け案について”.   愛知県教育委員会 (2015年2月16日). 2019年1月14日閲覧。
12. 1 2  “古い木造倉庫改装「ささしまスタジオ」、今秋オープンへ　舞台や展示など多目的に”.   名駅経済新聞 (2019年8月26日). 2019年8月29日閲覧。
13. ↑  郵便番号簿 平成29年度版 - 日本郵便. 2019年02月10日閲覧 (PDF)

### 書籍
1. 1 2 3 4 5  名古屋市計画局 1992, p. 830.
2. ↑  名古屋市計画局 1992, p. 469.